# ليه سوليفان
ليه سوليفان (بالإنجليزية: Les Sullivan)‏ (6 أغسطس 1912 في المملكة المتحدة - 1 يناير 1996) هو لاعب كرة قدم بريطاني (وحمل سابقاً جنسية المملكة المتحدة لبريطانيا العظمى وأيرلندا) في مركز الهجوم. لعب مع نادي تشيسترفيلد.